# 동로면

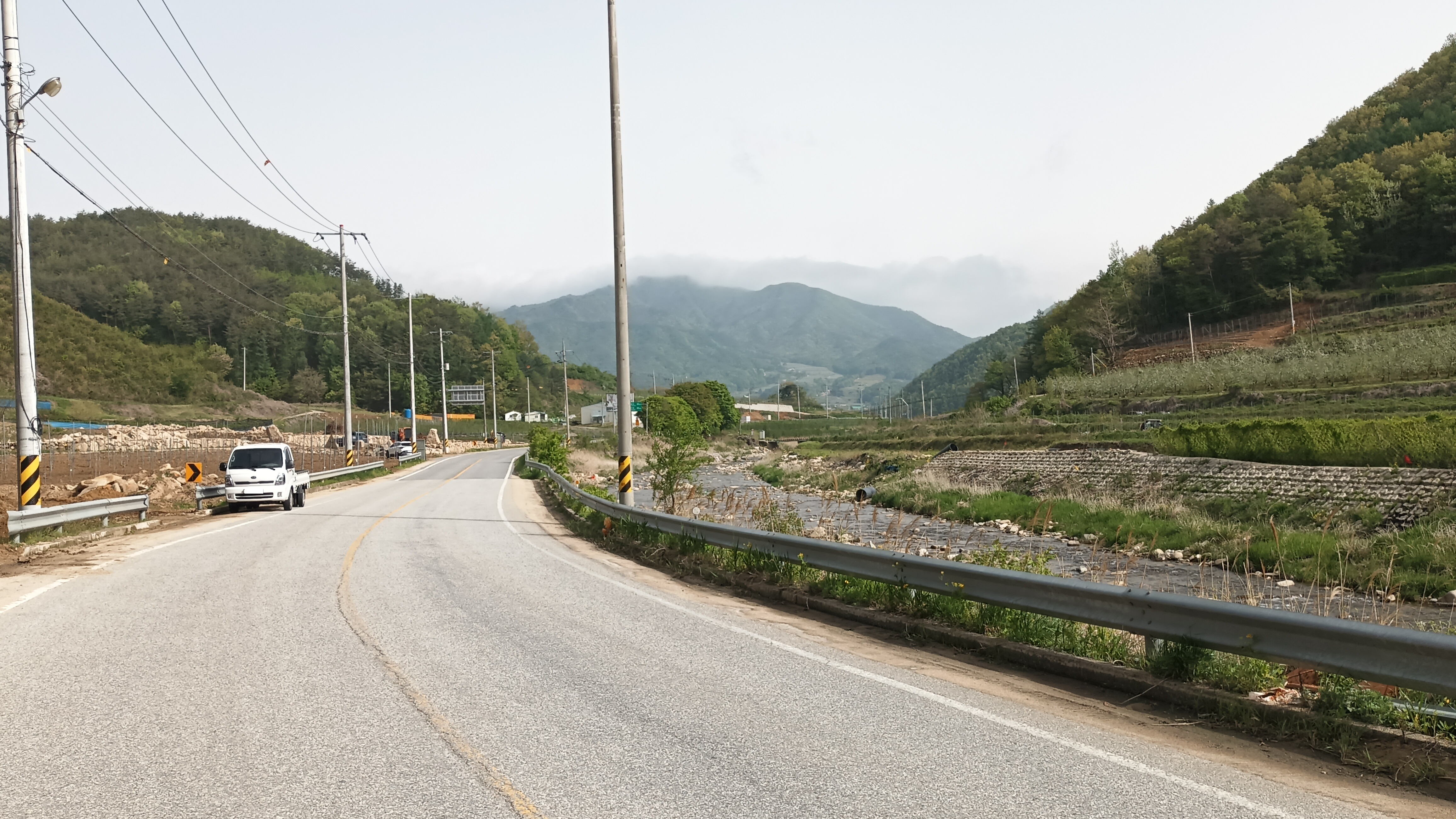
문경시 동로면과 국도 제59호선

동로면(東魯面)은 대한민국 경상북도 문경시의 면이다. 넓이는 111km2이고, 인구는 2006년 기준으로 1,779명이다.

## 행정 구역
| 법정리 | 한자명 | 행정리                    | 비고                   |
| ------ | ------ | ------------------------- | ---------------------- |
| 간송리 | 磵松里 | 간송1리, 간송2리          |                        |
| 노은리 | 魯隱里 | 노은1리, 노은2리, 노은3리 |                        |
| 마광리 | 磨光里 | 마광리                    |                        |
| 명전리 | 鳴田里 | 명전1리, 명전2리          |                        |
| 생달리 | 生達里 | 생달1리, 생달2리          |                        |
| 석항리 | 石項里 | 석항1리, 석항2리, 석항3리 |                        |
| 수평리 | 水坪里 | 수평1리, 수평2리          |                        |
| 인곡리 | 仁谷里 | 인곡1리, 인곡2리          |                        |
| 적성리 | 赤城里 | 적성1리, 적성2리, 적성3리 | 면 행정복지센터 소재지 |

## 교육
- 동로초등학교 (노은리)